# Ichneumon ruficinctus
Ichneumon ruficinctus là một loài tò vò trong họ Ichneumonidae.